# Albeo di Emly
Albeo, o Ailbeo (... – V secolo), è ritenuto il fondatore e il primo vescovo della sede episcopale di Emly, in Irlanda.

## Biografia
Secondo alcune vite tarde e prive di valore storico, era figlio del capo tribù Ol-Chú e di una schiava di nome Sant, forse cristiana e di origine britanna: fu abbandonato su una montagna e salvato da una lupa che lo allevo con i suoi cuccioli; fu poi trovato da un cacciatore che lo tenne presso di sé e lo crebbe.
Fu battezzato, consacrato vescovo e fondò la diocesi di Emly. Manifestò l'intento di ritirarsi a Thule per concludervi la sua vita terrena ma il re, venutolo a sapere, fece sorvegliare i porti per impedirne la partenza. Morì, quindi, in Irlanda nel 527/528 o nel 534.
Nonostante il carattere leggendario delle sue vite alcuni storici, basandosi su documenti anteriori al 750 che pongono la sua attività missionaria sotto il regno di Eochaid, re di Cashel, non ne mettono in dubbio l'esistenza storica; lo storico James F. Kenney, invece, ha collegato il suo nome e la sua leggenda ad antichi culti pagani praticati a Emly.
Il fatto che Albeo fosse vescovo non è certo: benché sia definito "vescovo" in una epistola scritta da Cummiano in occasione della Pasqua del 632-633, il suo nome non figura tra quelli dei vescovi consacrati da san Patrizio e non sembra ci siano state ordinazioni episcopali in Irlanda in epoca pre-patriziana.
Il suo elogio si legge nel martirologio romano al 12 settembre.